# 韋登 (阿拉巴馬州)
韋登（英語：Vaiden）是一個位於美國阿拉巴馬州佩里縣的非建制地區。該地的面積和人口皆未知。

## 地理
韋登的座標為32°31′11″N 87°22′16″W / 32.51972°N 87.37111°W，而該地的平均海拔高度為59米（即194英尺）。